# Glória (Aveiro)

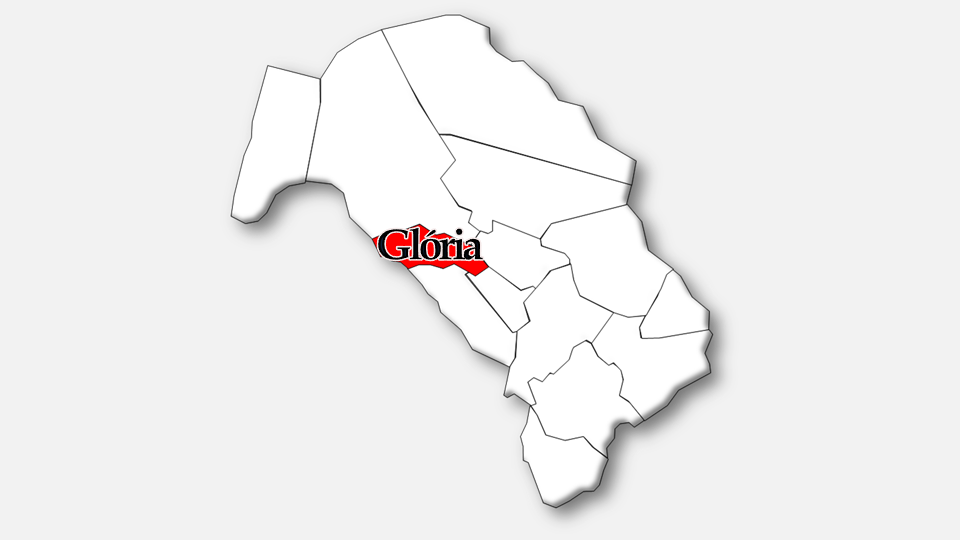
Localização no Município de Aveiro

Glória é um bairro da cidade portuguesa de Aveiro que foi sede da extinta Freguesia de Glória, freguesia que tinha 6,85 km² de área e 9 099 habitantes (2011), e, por isso, uma densidade populacional, de 1 328,3 hab/km², sendo uma das freguesias urbanas da cidade de Aveiro.
A Freguesia de Glória foi extinta (agregada) em 2013, no âmbito de uma reforma administrativa nacional, tendo sido agregada à freguesia de Vera Cruz, para formar uma nova freguesia denominada União das Freguesias de Glória e Vera Cruz com sede em Vera Cruz.

## População
| População da freguesia de Glória (1864 – 2011) | População da freguesia de Glória (1864 – 2011) | População da freguesia de Glória (1864 – 2011) | População da freguesia de Glória (1864 – 2011) | População da freguesia de Glória (1864 – 2011) | População da freguesia de Glória (1864 – 2011) | População da freguesia de Glória (1864 – 2011) | População da freguesia de Glória (1864 – 2011) | População da freguesia de Glória (1864 – 2011) | População da freguesia de Glória (1864 – 2011) | População da freguesia de Glória (1864 – 2011) | População da freguesia de Glória (1864 – 2011) | População da freguesia de Glória (1864 – 2011) | População da freguesia de Glória (1864 – 2011) | População da freguesia de Glória (1864 – 2011) |
| ---------------------------------------------- | ---------------------------------------------- | ---------------------------------------------- | ---------------------------------------------- | ---------------------------------------------- | ---------------------------------------------- | ---------------------------------------------- | ---------------------------------------------- | ---------------------------------------------- | ---------------------------------------------- | ---------------------------------------------- | ---------------------------------------------- | ---------------------------------------------- | ---------------------------------------------- | ---------------------------------------------- |
| 1864                                           | 1878                                           | 1890                                           | 1900                                           | 1911                                           | 1920                                           | 1930                                           | 1940                                           | 1950                                           | 1960                                           | 1970                                           | 1981                                           | 1991                                           | 2001                                           | 2011                                           |
| 3 151                                          | 3 524                                          | 4 351                                          | 4 674                                          | 5 131                                          | 4 488                                          | 5 690                                          | 6 846                                          | 7 987                                          | 9 422                                          | 7 489                                          | 9 235                                          | 9 105                                          | 9 917                                          | 9 099                                          |

| Distribuição da População por Grupos Etários | Distribuição da População por Grupos Etários | Distribuição da População por Grupos Etários | Distribuição da População por Grupos Etários | Distribuição da População por Grupos Etários | Distribuição da População por Grupos Etários | Distribuição da População por Grupos Etários | Distribuição da População por Grupos Etários | Distribuição da População por Grupos Etários | Distribuição da População por Grupos Etários |
| -------------------------------------------- | -------------------------------------------- | -------------------------------------------- | -------------------------------------------- | -------------------------------------------- | -------------------------------------------- | -------------------------------------------- | -------------------------------------------- | -------------------------------------------- | -------------------------------------------- |
| Ano                                          | 0-14 Anos                                    | 15-24 Anos                                   | 25-64 Anos                                   | > 65 Anos                                    |                                              | 0-14 Anos                                    | 15-24 Anos                                   | 25-64 Anos                                   | > 65 Anos                                    |
| 2001                                         | 1 335                                        | 1 584                                        | 5 431                                        | 1 567                                        |                                              | 13,5%                                        | 16,0%                                        | 54,8%                                        | 15,8%                                        |
| 2011                                         | 1 012                                        | 996                                          | 5 166                                        | 1 925                                        |                                              | 11,1%                                        | 10,9%                                        | 56,8%                                        | 21,2%                                        |

## Património
- Sé Catedral de Aveiro ou Igreja de São Domingos
- Mosteiro de Jesus ou Museu de Santa Joana ou Museu de Aveiro, compreendendo o túmulo de Santa Joana
- Igreja das Carmelitas ou Igreja de São João Evangelista
- Cruzeiro de Nossa Senhora da Glória ou Cruzeiro de São Domingos
- Igreja da Misericórdia de Aveiro, salas do Despacho e anexos
- Teatro Aveirense
- Casa do Doutor Peixinho ou Fundação João Jacinto Magalhães
- Antigo Hospital de Aveiro
- Capelas de Nossa Senhora da Vitória ou de Santo Amaro e de Nossa Senhora da Ajuda